# Conservació dels aliments
La conservació dels aliments consisteix en el conjunt d'accions que es realitzen per mantenir les propietats naturals dels aliments per a un màxim temps possible, protegint-los dels patògens i dels agents que els deterioren, amb la finalitat de poder fer-ne un consum posterior. El processament i l'emmagatzematge són molt importants per aprofitar la temporada de les collites i el creixement de la producció agrícola i ramadera. La conservació dels aliments és necessària per poder absorbir l'excedent agrícola i minimitzar la pèrdua d'aliments. Permet la producció d'aliments amb valor afegit, verdures, fruites, carns, ous i llet, entre d'altres i permet variar i millorar la dieta humana, sobretot en el cas de les fruites i verdures, i disposar-ne fora de temporada.
La conservació d'aliments ve de temps antiquíssims quan s'usaven la sal, el glaç i l'aire fred. A l'antic Egipte, l'oli, el vinagre i la mel, s'utilitzaven per allargar la vida dels aliments i també la salaó i el fumat en moltes cultures. A Pèrsia i a Grècia, s'afegia sucre als aliments. A Roma, el vi es conservava dins els bots i àmfores en un ambient de diòxid de sofre. A partir del segle XIX la tecnologia va permetre l'aplicació de sulfits a la carn. S'usaren el àcids orgànics com l'àcid bòric, salicílic i benzoic i es feu un gran avenç: l'apertització o pasteurització inventada per Nicolas Appert el 1810, que va ser determinant. L'apertització va ser l'inici de la indústria basada en l'ús de la calor per a la conservació dels aliments. L'elaboració de conserves es va estendre a arreu del món. Alhora es van fer progressos en el coneixement dels microorganismes i la identificació de les espores bacterianes.
Fins a mitjans del segle xx, el principal mètode de conservació era el tractament tèrmic, però també s'utilitzaven àmpliament la salaó, l'assecatge, la fermentació i el fumat en fred. Més endavant es van desenvolupar mètodes, com la congelació, l'ús d'atmosferes modificades, l'envasament asèptic d'aliments i els tractaments d'alta temperatura de curta durada (HTST) o l'ultraalta temperatura de curta durada (UHT). S'iniciaren diverses tecnologies innovadores que no es basaven en l'alta temperatura, com l'alta pressió hidroestàtica, la irradiació, els polsos elèctrics i els polsos de lumínics. Van aparèixer els conservants químics i més endavant els antimicrobians naturals, que la indústria alimentària havia usat com a conservants durant molt de temps, ara millorats.

## Procediments per a conservar els aliments

### Procediments tradicionals

#### Bullit i cocció
El bullit i cocció és un procés de preparació de menjar aplicant-li calor que permet que molts aliments siguin alhora segurs i comestibles. Els aliments reben la calor en diverses formes no sempre excloents: per immersió en un corrent de fluid calent (aire, aigua, oli o barreges), per irradiació amb raigs electromagnètics (infrarojos o microones) o per contacte amb sòlids molt calents. L'ebullició dels líquids per damunt dels 100 ºC pot matar qualsevol microbi existent. Sovint es bullen la llet i l'aigua per eliminar els microbis nocius que puguin contenir. Encara que l'ebullició no és un mètode de conservació per si mateix, s'aplica prèviament a la congelació d'aliments, especialment als vegetals. Les verdures se submergeixen en aigua bullent durant uns segons per eliminar tots els possibles patògens superficials per després congelar-les.

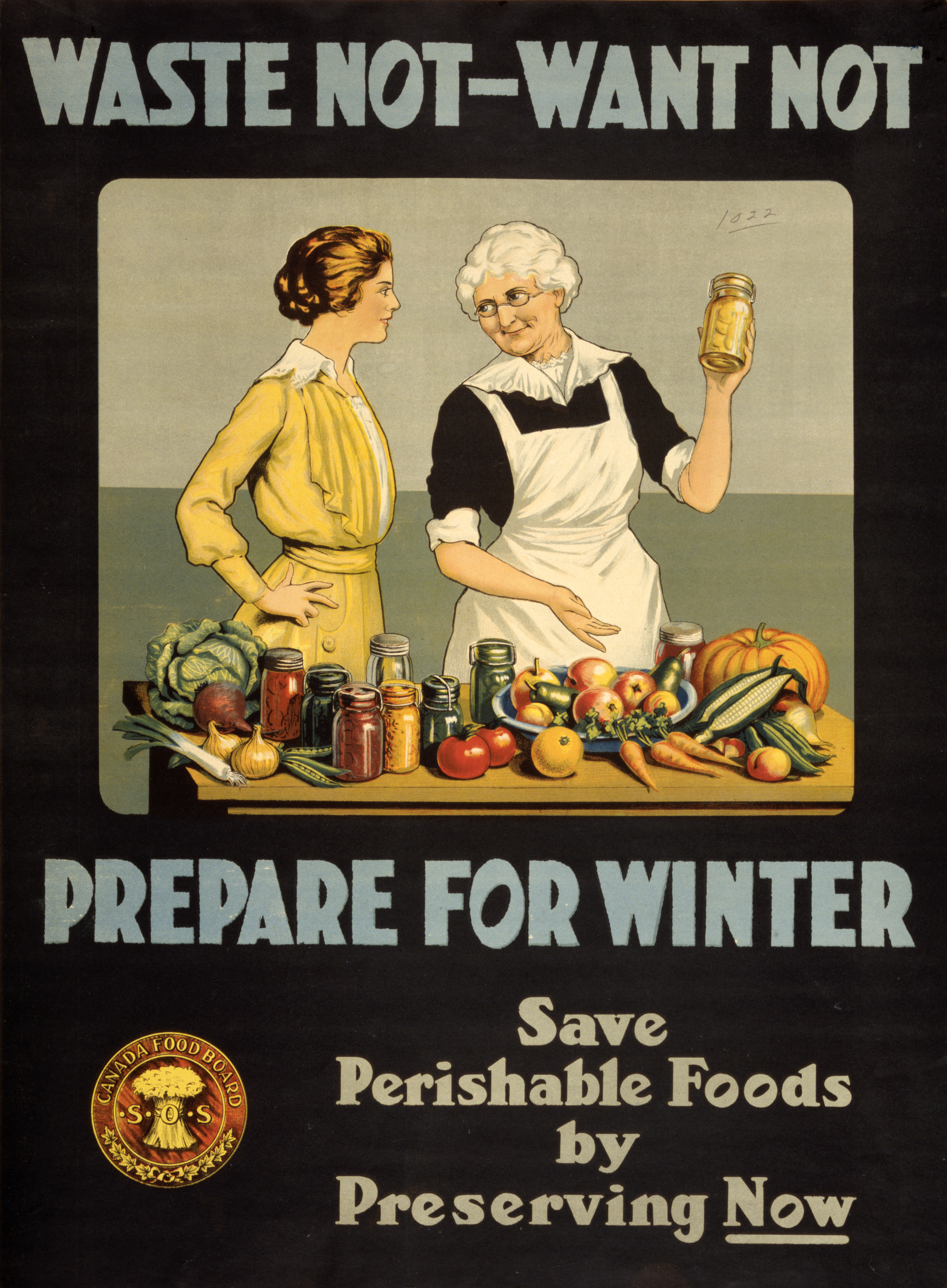
Cartell canadenc de la Primera Guerra Mundial animant a la gent a conservar els aliments per l'hivern.

#### Assecatge
És la forma més antiga de curació per deshidratació o assecatge, utilitzada ja l'any 12.000 aC. La base científica de l’assecat al sol i els fumats és la reducció de l’aigua disponible per als microorganismes. Igualment succeeix en la conservació amb addició de sucre o de sal (fruita en almívar, melmelades, llet condensada, salaons, etc.) que també es basa en aquest principi que produeix la difusió per òsmisi de l’aigua de cel·lular dels microorganismes i la deshidratació parcial que n'alenteix la multiplicació.  Aquest coneixement ha permès que, en el segle xx, es desenvolupessin noves tècniques industrials de deshidratació. Les tècniques de fumar i salar milloren el procés d'assecatge i afegeixen agents antimicrobians que ajuden a la conservació. El fum diposita diversos productes de piròlisi sobre els aliments, inclosos els fenols siringol, guaiacol i catecol.

#### Salaó
Article principal: Salaó
Consisteix en afegir sal (marina o comuna) comestible als aliments per a extreure’n la humitat. El resultat acaba en un procés d'assecatge (com el bacallà salat) o en líquid (salmorra).  S'utilitza majoritàriament en carn, peix o altres aliments. La salaó pot ser en sec: posant les superfícies externes de l'aliment en contacte amb la sal o amb la salmorra, o per injecció: introduint solucions salines en els teixits animals. Sovint hi ha la combinació de processos de maduració i/o fermentació com és el cas de les arengades o el pernil.

#### Ensucrat o almívar
Basat en l'addició de sucre a l’aliment (sovint en una solució amb aigua) i després escalfar-ho per a esterilitzar el producte, S'usa també en l'elaboració de melmelades i confitures. Les primeres cultures van utilitzar el sucre com a conservant, i era habitual emmagatzemar fruita submergida en mel. "El sucre tendeix a extreure aigua dels microbis (plasmòlisi). Aquest procés deixa les cèl·lules microbianes deshidratades i mortes. D'aquesta manera, els aliments es mantindran fora del deteriorament microbià. En climes del nord, sense prou sol per assecar els aliments, les conserves es fan trinxant i barrejant-la la fruita amb sucre. El sucre s'utilitza, ja sigui en un xarop antimicrobià amb fruites com pomes, peres, préssecs, albercocs i prunes, o en forma cristal·litzada on el material conservat es cou en sucre fins al punt de cristal·lització i el producte resultant s'emmagatzema en sec. Aquest darrer mètode s'utilitza per a les pells dels cítrics (pell confitada), angèlica i gingebre.

#### Acidificació
Article principal: Envinagrat
Consisteix en afegir un àcid a l’aliment, normalment vinagre, amb l'objectiu de retardar l’aparició de microorganismes. L'envinagrat és el procediment de conserva i adobament d'aliments marinats o submergits en una solució de sal comuna i que fermenten espontàniament o amb l'ajut d'un microorganisme com pot ser el Lactobacillus plantarum, que s'encarrega d'acidificar el medi i abaixar el pH, cosa que perllonga el període de conservació de l'aliment. La característica que permet la conservació és el medi àcid del vinagre que té un pH menor que 4,6 i és suficient per eliminar bona part dels bacteris. L'envinagrat permet conservar els aliments durant mesos. S'acostuma a afegir-hi herbes aromàtiques i substàncies antimicrobianes, com són la mostassa, all, canyella o clau d'espècia. També s'anomena envinagrat, en sentit estricte, al procés de sotmetre a l'acció del vinagre els aliments vegetals.

#### Fermentació
S'aplica un microorganisme a l’aliment (per exemple al iogurt) per impedir la proliferació d’altres microorganismes nocius. Alguns aliments, com ara molts formatges, vins i cerveses, es preparen mitjançant la fermentació. Això implica cultivar microorganismes específics per combatre la deterioració d'altres organismes menys benignes. Aquests microorganismes "bons" mantenen els patògens sota control produint àcid o alcohol, que finalment crea un ambient tòxic per a ells i per a altres microorganismes.
Els mètodes de fermentació inclouen, entre d'altres, microorganismes iniciadors, sal, llúpol, temperatures controlades (generalment fredes) i nivells controlats d'oxigen (generalment baixos). Aquests mètodes s'utilitzen per crear les condicions controlades específiques que afavoriran els organismes desitjables que produeixen aliments aptes per al consum humà. La fermentació és la conversió microbiana del midó i els sucres en alcohol. La fermentació no només pot produir alcohol, sinó que també pot ser una valuosa tècnica de conservació. La fermentació també pot fer que els aliments siguin més nutritius i gustosos.
L'aigua també es convertia en begudes alcohòliques mitjançant la fermentació. Quan s'utilitza aigua per fer cervesa, l'ebullició durant el procés d'elaboració pot matar bacteris nocius. L'ordi i altres ingredients també aporten nutrients a la beguda, i els microorganismes també poden produir vitamines a mesura que fermenten.

#### Fumatge
Article principal: Fumatge
S'aplica sobretot en alguns aliments com el salmó, algunes carns i determinats formatges. S'utilitza aquest procediment que consisteix en l'exposició de l'aliment a fum alimentariament autoritzat durant un temps. El resultat és un producte deshidratat i amb un sabor particular. Els primers documents sobre el procediment del fumatge parteixen de l'edat mitjana. Els mètodes moderns del fumatge comencen a finals del segle XIX i estan relacionats amb els progressos de la indústria alimentària i de les tècniques de conservació. Les instal·lacions actuals són aïllades, segellades hermèticament i amb control de la temperatura. Antigament, només s'usava pel seu efecte antimicrobià. Actualment s'aprecia pel gust i l’aroma que proporciona als aliments. Aquestes característiques són proporcionades pels components presents al fum i actuen com agents saboritzants, bacteriostàtics i antioxidants. Els mètodes moderns de fumatge inclouen operacions d’assecatge i salaó.

#### Gelatines
Els aliments es poden conservar cuinant-los en un material que se solidifica per formar una gelatina. Aquests materials inclouen la gelatina , l'agar-agar, la farina de blat de moro i altres farines. Algunes carns animals formen una gelatina protèïca quan es cuinen. Les anguiles i les angules, i els cucs sipuncúlids, són molt apreciats a Xiamen, Xina, igual que les anguiles en gelatina a l'East End de Londres, on es mengen amb puré de patata. A les Illes Britàniques, la cuina té una rica tradició de conserva de carns en gelatina. Les restes de carn es conservaven, fins a la dècada de 1950, en gelatina, un gel fet de gelatina i brou de carn clarificat. La gelatina de braó o peu de vedella s'oferia tradicionalment als invàlids. La gelatina és un procediment molt comú en la producció de patés tradicionals. Moltes carns en conserva també empren les gelatines. La gelatina s'utilitza com a gelificant en productes carnis per mantenir la forma i el gust dels aliments i allargar-ne la vida útil, en les conserves de carn i embotits. Un producte semblant però d'origen vegetal és la pectina que s'utilitza com a gelificant, espessidor i estabilitzador d'aliments: melmelada, conserves i salses.

#### Escabetx
És un mètode de conservació d'aliments en un líquid comestible i antimicrobià. L'escabetx es pot classificar en dues categories: l'escabetx químic i l'escabetx per fermentació. L’escabetx, usant la sal, el vinagre i les espècies, retarda el procés natural de descomposició dels aliments. Es creu que el procediment és originari de Pèrsia i posteriorment els àrabs el van introduir als Països Catalans.

#### Confitament
La carn es pot conservar salant-la, coent-la a una temperatura aproximada de 100 °C i després emmagatzemant-la submergida en el greix. Procediment popular i estès a tot Europa i encara més a França, d'on prové el terme "confit". Sovint, en les carns, s'usa el greix dolç de porc o saïm. Aquestes preparacions eren molt populars abans que els refrigeradors es fessin omnipresents a les llars. L'aliment es conservarà més temps si el producte s'emmagatzema en un celler fred o enterrat en terra freda.

#### Enterrament
Procediment que pot conservar alguns aliments per diversos factors: manca de llum, manca d'oxigen, temperatures fresques i el nivell bàsic de pH o l'alt en dessecants del sòl. L'enterrament es pot combinar amb altres mètodes com la salaó o la fermentació. La majoria dels aliments es poden conservar en sòls molt secs i salins com ara sorra o els sòls congelats. Un gran nombre de tubercles i hortalisses d'arrel són molt resistents a la deterioració i no requereixen altra conservació que l'emmagatzematge en condicions fresques i de foscor enterrades o guardades fora d'un celler. Tradicionalment, la col s'enterrava durant la tardor a moltes granges del nord dels Estats Units per a la seva conservació. Alguns mètodes mantenen la col  cruixent, mentre que altres produeixen xucrut. Un procés similar s'utilitza en la producció tradicional de kimchi.
Sovint la carn s'enterra en unes condicions que permeten la seva conservació. Si s'enterra amb brases o cendres, la calor pot matar els patògens, les cendres seques poden actuar com a assecant i la mateixa terra pot bloquejar l'oxigen. Si s'enterra en terra molt freda, es produeix un efecte de refrigeració i en zones de permafrost, fins i tot de congelador. A Orissa, Índia, és pràctic emmagatzemar arròs enterrant-lo sota terra. Aquest mètode el resguarda de tres a sis mesos durant l'estació seca. La mantega i substàncies similars s'han conservat a les torberes irlandeses durant segles. Els ous centenaris es creen tradicionalment col·locant els ous en fang alcalí (o una altra substància alcalina), cosa que provoca la seva fermentació "inorgànica" a través d'un pH elevat i no es fan malbé, ja que  la fermentació els conserva i descompon i transforma algunes de les proteïnes fent-los més saborosos.

#### Esterilització (conserva i enllaunat)
Enllaunat o envasament d'aliments prèviament cuits i segellarnt-los en llaunes o pots esterilitzats i bullit dels recipients per matar o debilitar qualsevol bacteri restant com a forma d'esterilització. Va ser inventat pel pastisser francès Nicolas Appert . El 1806, aquest procés ja era utilitzat per la Marina Francesa per conservar carn, fruites, verdures i fins i tot llet. Tot i que Appert havia descobert un nou procediment de conservació, no es va entendre prou bé fins que el 1864, Louis Pasteur va descobrir la relació entre els microorganismes, el deteriorament dels aliments i les malalties.

##### Precaucions
Els aliments tenen diversos graus de protecció natural contra el deteriorament i poden requerir que el pas final es produeixi en una olla de pressió . Les fruites molt àcides com les maduixes no requereixen conservants per envasar-se i només cal un cicle d'ebullició curt, mentre que les verdures com les pastanagues requereixen una ebullició més llarga i l'addició d'elements àcids. Els aliments poc àcids, com les verdures i les carns, requereixen envasat a pressió. Els aliments conservats mitjançant envasat o embotellament corren un risc immediat de deteriorament un cop s'ha obert la llauna o l'ampolla.
La manca de control de qualitat en el procés d'enllaunat pot permetre l'entrada d'aigua o microorganismes. La majoria d'aquests errors es detecten ràpidament, ja que la descomposició dins de la llauna provoca la producció de gas i la llauna s'infla o esclata. Tanmateix, hi ha hagut exemples de mala fabricació i mala higiene que permeten la contaminació dels aliments enllaunats per l' anaerobi Clostridium botulinum, que produeix una toxina aguda dins de l'aliment, que provoca malalties greus o la mort. Aquest organisme no produeix gas ni un gust evident i no es detecta pel gust ni l'olor. Tanmateix, la seva toxina es desnaturalitza amb la cocció. Els bolets cuits, quan es manipulen malament i després es conserven, poden afavorir el creixement de Staphylococcus aureus , que produeix una toxina que no es destrueix amb l'enllaunat ni amb el reescalfament posterior.

#### Refrigeració
El refredament conserva els aliments alentint el creixement i la reproducció dels microorganismes i aturant l'acció dels enzims que fan que els aliments es podreixin. La introducció de neveres comercials i domèstiques va millorar dràsticament les dietes al món occidental, permetent que aliments com ara fruita fresca, amanides i productes lactis s'emmagatzemin de manera segura durant períodes més llargs, sobretot en els llocs de clima càlid.
Abans de l'era de la refrigeració mecànica, la refrigeració per a l'emmagatzematge d'aliments es produïa en en cellers i neveres. La gent, en l'entorn rural, sovint fabricava i tallava el gel ella mateixa, mentre que els habitants de les ciutats i els pobles sovint depenien del comerç del gel.

### Procediments industrials
Article principal: Esterilització

#### Esterilització
Se sotmet l’aliment a temperatures d'entre 110 i 140 ºC, però a diferència de la pasteurització aquí només es fa durant minuts o fins i tot només segons per destruir els microorganismes existents.

#### Asèpsia
Processament que funciona col·locant aliments esterilitzats en envasos esterilitzats. El resultat és un producte alimentari segellat i estèril similar als aliments enllaunats, però depenent de la tècnica utilitzada, el dany a la qualitat dels aliments sol ser més reduït en comparació amb els aliments enllaunats. Es poden utilitzar una varietat més gran de materials d'envasament. A més de la uperització, el processament asèptic es pot utilitzar juntament amb qualsevol de les tecnologies de reducció de microbis. Amb la pasteurització i la "pasteurització a alta pressió", els aliments poden no estar completament esterilitzats, però es mantenen amb l'ús d'envasos i entorns estèrils.
El processament asèptic industrial és una tècnica de processament en què els productes líquids esterilitzats tèrmicament, normalment aliments o productes farmacèutics, s'envasen en recipients prèviament esterilitzats en condicions estèrils per produir productes estables que no necessiten refrigeració. El processament asèptic ha substituït gairebé l'esterilització en molts aliments incloent-hi la llet, sucs i concentrats de fruita, nata, iogurt, salses per a amanides, ou líquid i productes per a gelats.

#### Pasteurització
Article principal: Pasteurització
Aplicació de temperatures entre els 60 Cº i els 90 Cº a l’aliment (generalment a la llet i als sucs) per eliminar el 99,5% dels microorganismes, però després del procés cal que l'aliment es conservi en fred per tal d’evitar una nova proliferació de microorganismes. Procediment ideat per Pasteur per eliminar les formes vegetatives dels microorganismes patògens i banals, disminuint el nombre total de microorganismes. S'impedeix l’acció dels enzims dels aliments, sense grans modificacions sensorials i nutritives. Com que no són esterilitzats, els aliments pasteuritzats només es conserven per un temps limitat. Procediment molt usat en la cervesa, el vi, els sucs de fruita i, sobretot, la llet i els derivats lactis.

#### Dessecació
Es basa en l’eliminació, en la mesura possible, de l’aigua que conté l’aliment, com és el cas del bacallà salat que combina el dessecat (aire) amb la salaó, deixant l’aliment al sol, eliminant gran part dels microorganismes que proliferen amb la humitat.

#### Deshidratació
Molt semblant a la dessecació, però en aquest procediment s’elimina l’aigua aplicant calor als aliments. S’aplica amb freqüència en l’elaboració de les farinetes per als nadons o les sopes instantànies. La deshidratació moderna disposa d'assecadors que apliquen aire calent o que posen en contacte l’aliment amb superfícies calentes per obtenir la llet en pols, aliments infantils, productes del cafè, te i cacau, purés de patates i de verdures i brous de producte animal i salses. La deshidratació afegeix un gran estalvi en el transport i l'emmagatzematge perquè en disminueix considerablement el pes i el volum.

#### Liofilització
Es refreda l'aliment de forma sobtada amb l'objectiu d’eliminar-ne l’aigua i alhora els microorganismes, amb l'interès de conservar-ne les qualitats nutritives. Procediment molt emprat en la llet en pols per als nadons o el cafè.

#### Refrigeració
Consisteix en aplicar als aliments temperatures entre els 0 Cº i els 5 ºC, de manera que els microorganismes disminueixin. La tècnica permet que els aliments es conservin durant un temps limitat en bones condicions dins el refrigerador.

#### Congelació
Es congelen els aliments entre -5 Cº i -18 Cº, de manera que els microorganismes queden pràcticament aturats. Amb tot, els microorganismes no moren i a més a més, cal tenir present que hi ha un temps màxim de congelació que no ha de sobrepassar els tres mesos, aproximadament. Tampoc es pot trencar la cadena de fred, és a dir, que si l’aliment es descongela cal descartar congelar-lo de nou.

#### Ultracongelació
Congelació a molt baixes temperatures inferiors als -18 ºC. Amb aquest procediment els aliments poden conservar-se durant un any.

#### Envasament al buit
Article principal: Envasat al buit
S'extreu tot l’aire de l’envàs de l’aliment. Sense l'oxigen en els envasos els microorganismes no proliferen. S'aplica en embotits i viandes. Malgrat reduir la pressió parcial d'oxigen mitjançant les bombes de buit, limitant el creixement de bacteris aeròbics, no s'atura la proliferació de bacteris anaeròbics que prescindeixen de l'oxigen, suposant un risc d'intoxicació. Alguns organismes com les espores poden romandre en estat latent dins dels envasos al buit, i activar-se tot just quan els envasos s'obren. Per regla general un envasament al buit d'una carn no tractada (ni cuita, ni guarida) suporta aproximadament uns deu dies. En el cas de carns guarides, l'envàs al buit atura el creixement bacterià perllongant la vida de l'aliment. A més a més, el poc oxigen restant és consumit per l'activitat tissular alliberant diòxid de carboni.

#### Additius conservants
Article principal: Additiu alimentari
Als aliments, s'hi poden afegir diversos tipus de conservants per tal d’allargar-ne la seva vida útil. Els additius són substàncies naturals o sintètiques (químiques) que s’afegeixen als aliments no pel seu valor nutritiu, sinó amb l’objectiu de facilitar la seva conservació, millorar-ne l’aspecte, el gust o el color. Els additius alimentaris s’indiquen amb la lletra “E” seguits dels números identificadors ( E-300, E-330). La lletra “E” indica que és un additiu d’ús autoritzat a la Unió Europea i han d’aparèixer al llistat d’ingredients utilitzats en l’elaboració dels productes. En l’actualitat, els additius alimentaris es regulen de forma estricta i periòdicament són sotmesos a revisions per tal d’assegurar-ne la innocuïtat o la seguretat. Els additius permesos es classifiquen en diferents categories segons les seves funcions:
- Sèrie E-100 - E-199: són els colorants. Es fan servir per donar color als aliments.
- Sèrie E-200 - E-299: són els conservants. Es fan servir per endarrerir el deteriorament dels aliments i evitar així el creixement de fongs i bacteris (microorganismes)
- Sèrie E-300 - E-399: són els antioxidants. La seva funció principal és evitar que els greixos es tornin rancis, però també ajuden a fer que l’aliment es mantingui en bones condicions.
- Sèrie E-400 - E-499: són els emulgents, estabilitzadors i espessidors. Es fan servir per estabilitzar la barreja de greixos i aigua, formant emulsions com les margarines, maioneses i salses per a amanides.
- Sèrie E-500 - E-599: són els reguladors de l’acidesa (PH). Tenen diverses funcions: alguns actuen com a reguladors de l’acidesa i així afavorir-ne la conservació, mentre que d’altres es fan servir perquè les farines no s’endureixin.
- Sèrie E-600 - E-699: són els potenciadors del gust. Són poques les substàncies que funcionen com a potenciadors del gust. El més conegut és el glutamat monosòdic.
- Sèrie E-900 - E-999: diversos. En aquesta sèrie s’agrupen additius amb diverses funcions, entre els quals hi ha els edulcorants.[23]

#### Irradiació
S’apliquen raigs als aliments per destruir-ne els microorganismes exposant-los a una radiació ionitzant. Es poden utilitzar múltiples tipus de radiació ionitzant, incloent-hi partícules beta (electrons d'alta energia) i raigs gamma (emesos per fonts radioactives com el cobalt-60 o el cesi-137). La irradiació pot matar bacteris, floridures i plagues d'insectes, alentir la maduració i el deteriorament de les fruites. En dosis altes pot aportar esterilitat. La tecnologia es comparable amb la pasteurització. El procediment també s'anomena "pasteurització en fred". Aproximadament 500.000 tones d'aliments s'irradien cada any a tot el món en més de 40 països. Es tracta principalment d'espècies i condiments, amb un segment creixent d'aplicació en la fruita fresca.

#### Pulsació elèctrica d'alta intensitat
L'electroporació amb camp elèctric pulsat és un mètode per alterar les cèl·lules mitjançant breus polsos d'un camp elèctric intens. Té potencial com a procés de pasteurització alternatiu a baixa temperatura. El procediment consisteix a aplicar un corrent elèctric molt breu a l’aliment per trencar les membranes cel·lulars dels microorganismes presents.

#### Atmosfera modificada
És una manera de conservar els aliments actuant sobre l'atmosfera que els envolta. Sovint s'utilitza a l'hora d'envasar-los. S'aplica sobre fruites i verdures fresques, especialment les amanides, que contenen moltes cèl·lules vives que respiren fins i tot mentre estan refrigerades. La reducció de la concentració d'oxigen (O2) i l'augment de la concentració de diòxid de carboni (CO2) alenteixen la respiració dels microorganismes i conserven l'energia emmagatzemada allargant-ne la conservació. i alhora reduint-ne la pèrdua d'aigua. També s'empra en la carn vermella per reduir l'oxidació de la mioglobina i mantenir el color vermell i brillant en la carn, i en altres carns i peixos per reduir l'oxidació i alentir alguns microbis.

#### Plasma no tèrmic
Aquest procés sotmet la superfície dels aliments a una "flama" o fluxe de molècules de gas ionitzades, com ara heli o nitrogen. Això fa que els microorganismes morin a la superfície. El Plasma Atmosfèric No Tèrmic (PANT) és una tecnologia a l'alça per a la conservació dels aliments. El plasma es genera per excitació de gasos, a temperatura i pressió atmosfèrica de l'ambient amb aparells i mitjans que aporten l'aplicació d'un camp elèctric constituït, a més d'electrons i ions positius i negatius, per molècules i àtoms (sobreexcitats o no), radicals lliures i fotons ultraviolats que eviten les floridures, llevats i espores. El baix cost d'aplicació del procediment, el fa molt atractiui en compartació amb altres mètodes i alhora respectuós amb el medi ambient.

#### Tecnologia de barreres
És un mètode per garantir que els patògens es puguin eliminar o controlar combinant diversos procediments considerats com a "barreres" que el patògen ha de superar per romandre actiu en l'aliment. La combinació adequada de barreres pot garantir que tots els patògens s'eliminin o es tornin innocus en el producte final. La tecnologia de barreres ha estat definida per Leistner (2000)com una combinació intel·ligent de barreres que garanteix la seguretat i l'estabilitat microbiana, així com la propietat organolèptica i nutricional i la viabilitat econòmica dels productes alimentaris.
Exemples de barreres o obstacles en un sistema alimentari són l'alta temperatura durant el processament, la baixa temperatura durant l'emmagatzematge, l'augment de l'acidesa, la disminució de l' activitat de l'aigua o del potencial redox i la presència de conservants o bioconservants . Segons el tipus de patògens i el seu risc. La intensitat de les barreres es pot ajustar individualment per satisfer les preferències del consumidor d'una manera econòmica, sense sacrificar la seguretat del producte.

#### Bioconservació
És l'ús de microbiota o antimicrobians naturals o controlats per conservar els aliments i allargar-ne la vida útil. Els bacteris beneficiosos o els productes de fermentació produïts per aquests bacteris s'utilitzen en la bioconservació per controlar el deteriorament i inactivar els patògens dels aliments. És un procediment ecològic i respectuós que està rebent cada cop més atenció.
Els bacteris de l'àcid làctic (LAB) tenen propietats antagonistes que els fan particularment útils com a bioconservants. Quan competeixen pels nutrients, els seus metabòlits sovint inclouen antimicrobians actius com l'àcid làctic, l'àcid acètic, el peròxid d'hidrogen i els pèptids antimicrobians. Alguns LAB produeixen la nisina antimicrobiana, que és un conservant particularment eficaç.
Les bacteriocines LAB s'utilitzen actualment com a part integral de la tecnologia de barreres. El seu ús en combinació amb altres tècniques de conservació pot controlar eficaçment els bacteris de deteriorament i altres patògens, i pot inhibir l'activitat d'un ampli espectre d'organismes, inclosos els bacteris gramnegatius normalment resistents.

#### Alta pressió
L'alta pressió es pot utilitzar per desactivar els microorganismes nocius i els enzims i alhora es conserva l'aspecte fresc, el sabor, la textura i els nutrients dels aliments. L'any 2005, el procés s'utilitzava per a productes que van des del suc de taronja fins al guacamole i els embotits, i es venia àmpliament. Depenent de la configuració de temperatura i pressió, el processament HP pot aconseguir una reducció logarítmica equivalent a la pasteurització o arribar fins al final per aconseguir l'esterilització de tots els microbis.

## Procediments de conservació i salut alimentària
El 2015, l' Agència Internacional per a la Recerca sobre el Càncer de l'Organització Mundial de la Salut va classificar la carn processada és a dir, la carn que ha estat salada, curada i fumada com a "cancerígena per als humans".
Els organismes nacionals i internacionals (OMS, FAO) experts en salut alimentària han declarat la irradiació d'aliments com a procediment "saludable". Inicialment hi hagué una opinió negativa, totalment errònia, dels consumidors que pensaven que aquests aliments contenien radioactivitat. Alguns activistes s'han oposat a la irradiació dels aliments argumentant que la irradiació es pot utilitzar per a esterilitzar aliments contaminats sense resoldre la causa subjacent de la contaminació. La legislació internacional sobre els aliments irradiats varia a tot el món.

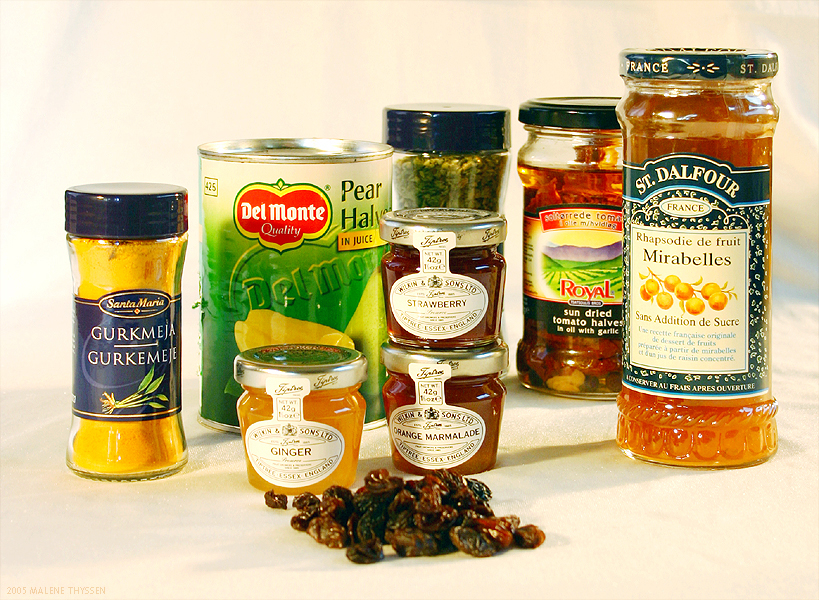
Diverses conserves alimentàries en pots de vidre i llautó.

## Història de la conserva en vidre i enllaunat

### Inicis
Abans de les conserves eren coneguts altres mètodes per a mantindre les propietats dels aliments com conservar-los en llocs secs i foscos, cobrir-los amb substàncies protectores com sucre per a mantenir fruites i vegetals, vinagre per a llegums i fruits, greix, oli, argila, mel, gelatina, etc.; i eren coneguts els processos per a fer fumats i salaó.
L'any 1795, un pastisser francès, Nicolas Appert (1749-1841), va descobrir que l'aplicació de calor (al bany maria), al menjar envasat de vidre tancats, preservava el menjar de la descomposició.
El nebot d'Appert, Raymond Chevallier Appert, va continuar els treballs del seu oncle i va inventar, l'any 1851, l'autoclau, un recipient de parets resistents apte per a suportar pressions internes elevades, que permet d'aconseguir temperatures de l'aigua continguda superiors a 100 °C sense que hi hagi ebullició.

### Seglexix
Al segle xix Napoleó es trobava a la campanya de Rússia quan una fam delmà les tropes napoleòniques degut a la dificultat d'abastar les provisions a zones tan llunyanes, això va fer que Napoleó oferira una recompensa de 12.000 francs a aquell qui trobés "un mètode per a mantenir els aliments durant un llarg temps i en bon estat". Nicolas Appert un investigador francès al que es va donar el títol de "Benefactor de la Humanitat" trobà en 1803 un mètode per a conservar aliments per calor en recipients tancats hermèticament, obtenint amb això la recompensa oferta. Més tard es descobrí que el vapor era més eficaç que l'aigua bullent per a l'esterilització.
Durant el període que coneixem com a Edat Contemporània, es van operar canvis importants en els hàbits alimentaris i en la Tecnologia de l'Alimentació. Un dels aspectes revolucionaris que ha contribuït a enormes canvis en la forma de vida de les nostres societats és la conservació dels aliments.
El vidre presenta un inconvenient, la seva fragilitat. Molt aviat, doncs, es van cercar altres envasos com les llaunes soldades, primer al País Basc pel peix i després a la Gran Bretanya per la fruita en almívar.
El primer que va patentar el procés d'envasat en recipients de vidre, llautó, estany, ceràmica o altres materials, va ser l'anglès Peter Durand, que l'any 1810, utilitzant el mètode d'Appert, va començar a posar menjar en diferents envasos al buit.
El sector de la navegació va ser el que més ràpidament es va beneficiar d'aquest nou invent, ja que fins aleshores un dels grans problemes de les tripulacions dels vaixells en viatges llargs era precisament la conservació del menjar.
Va ser Louis Pasteur, científic francès, el que amb les seves investigacions va descobrir que el menjar tractat amb diferents processos d'escalfor s'esterilitza, o sigui, es mata o s'inactiva els microorganismes presents al menjar i que el farien malbé.
Una mica més endavant en el temps, als Estats Units, i a través de la "National Canners Association", es va iniciar l'autèntica època de la conserva a escala industrial i amb els més alts índex de seguretat. Als Estats Units, les primeres indústries conserveres de peix, de carn i de fruita van aconseguir un desenvolupament que transformarien l'economia mundial. Malgrat tot, encara es va trigar força temps a arribar a obtenir una esterilització totalment eficaç.
L'any 1853, un americà, Winslow, va obtenir una esterilització perfecte a elevada temperatura.
El gran auge de la indústria conservera va derivar de les dues Guerres Mundials, per la necessitat d'enviar aliments a les tropes, que ocupessin un mínim espai i oferissin, alhora, totes les garanties d'higiene i seguretat, i les propietats alimentàries necessàries. També es va descobrir que determinades vitamines quedaven alterades en els processos d'escalfament, si no existia una absència total d'oxigen.
D'això es va derivar la creació de màquines molt complexes en les que pràcticament tot el procés d'esterilització, es realitza en absència d'oxigen.

### Segle XX

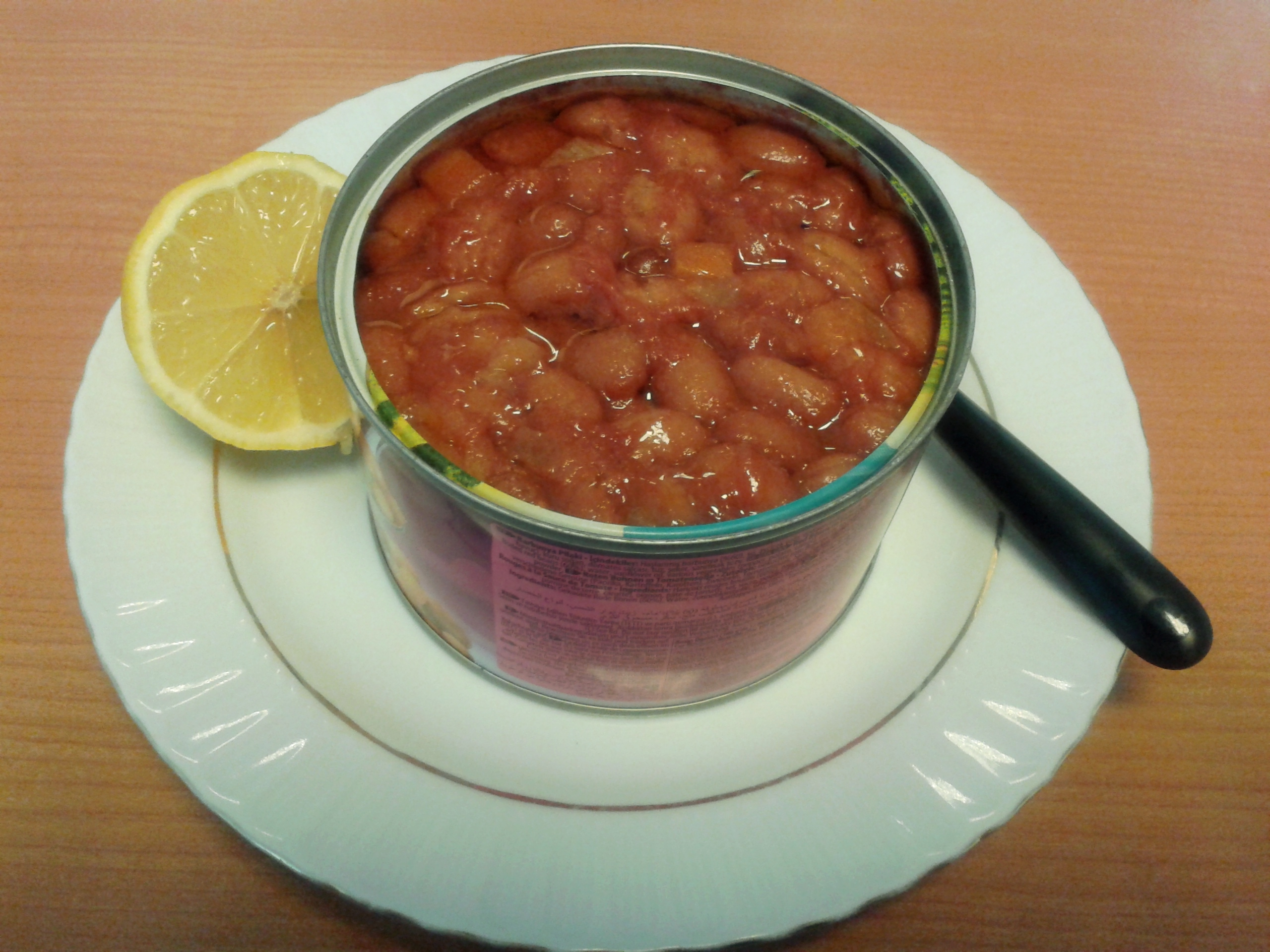
"Barbunya pilaki" és un plat turc que també es ven precuinat, o en conserva per a menjar a casa.

Durant les Guerres Mundials la indústria de conserves arribà a una gran producció per tal d'alimentar els exèrcits. Durant el segle els científics descobrixen que la calor altera les vitamines llevat que existisca una manca total d'oxigen.

### Actualitat
Actualment s'usa l'esterilització en absència d'oxigen. Un dels millors avenços és l'ús de Pouches Retortables, o bosses de materials plàstics flexibles d'alta barrera, que permeten esterilitzar els aliments en autoclaus i obtindre així majors beneficis en sabor, preservació de textura i elements nutritius, menors temps de cocció, facilitat de transportar i obrir, beneficis ambientals, "vida d'anaquel" comparable a les llaunes, per a ús en forn de microones.

### La conserva a l'estat espanyol
El primer que sabé veure en aquest nou invent la rendibilitat fou Josep Colin, el qual en 1820 fundà una fàbrica a Nantes i es dedica a produir i envasar sardines en llauna i més tard conservades en oli, arribant a tindre una producció de més de 10.000 pots al dia, d'aquí el dit que diu, fins molt entrat el segle xx, d'envasats a l'estil de Nantes. La fàbrica de Nantes fou convertida en museu per la casa Amieux, però fou destruïda en 1943 durant un bombardeig aeri de la Segona Guerra Mundial.
La notícia de la conserva arriba a Galícia l'any 1840 amb el naufragi front a Finisterre d'un veler francés, en menys d'un any es crea la primera fàbrica conservera de peix. Vuit anys més tard apareixerà a La Rioja la primera instal·lació de conserves vegetals. Avui en dia Espanya és un dels primers productors mundials de conserves i els productes gaudixen de reconeixement internacional.

## Conserves a l'Amèrica llatina
La pionera en la fabricació de conserves a Amèrica Llatina estigué ubicada a Valparaíso (Xile) en 1872, la seva producció no era constant, ja que només funcionava als curts períodes de temporada mariscadora, però continua fins a l'actualitat portada pels seus hereus de l'empresa, ampliant la producció a aquestos moments en la fabricació d'envasos.

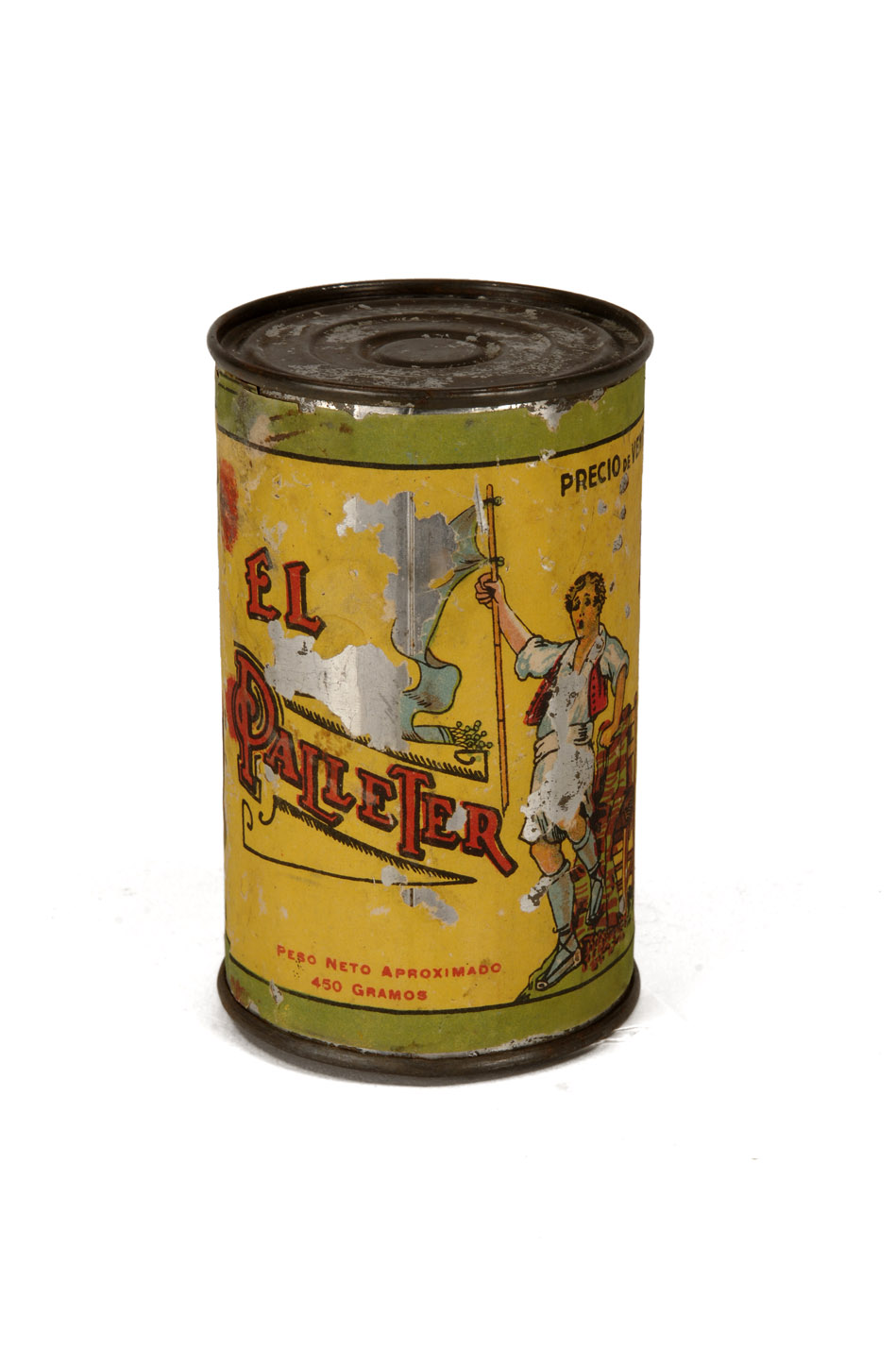
El palleter, pot de conserva de tomata de Harker & Badia, Ciutat de València.
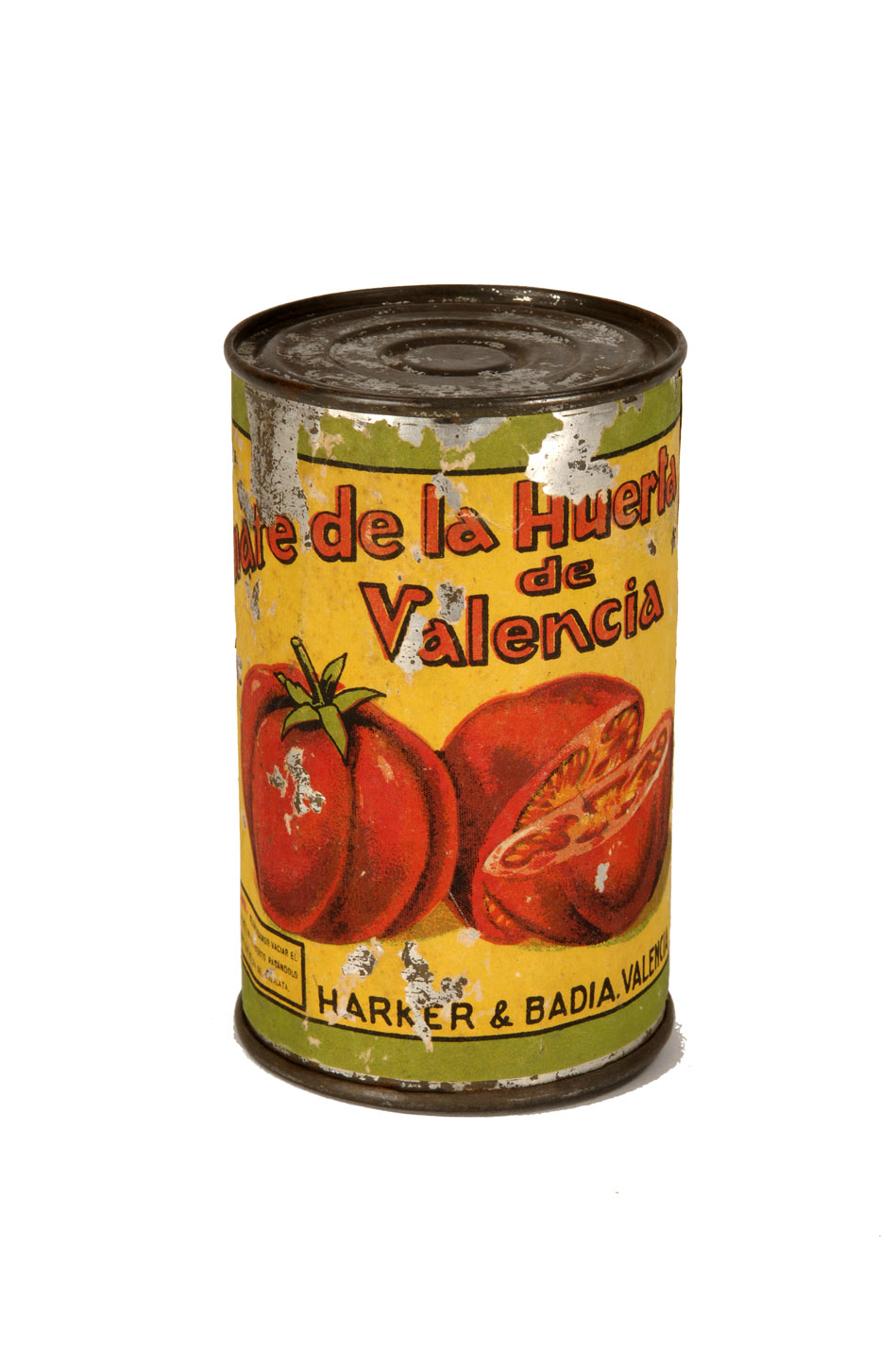
Anvers del pot. Col·lecció del Museu Valencià d'Etnologia.